# Asociación de Baloncesto Pacense
El GBP Badajoz es un equipo de baloncesto español, con sede en la ciudad de Badajoz (Extremadura) que disputa la Liga EBA, cuarta categoría del baloncesto español.

## Historia del Baloncesto Pacense
La ABP recoge el testigo a nivel profesional de otros clubes de baloncesto de la ciudad como el histórico Caja Badajoz, el Círculo de Badajoz (también denominado Badajoz Caja Rural y Cosmópolis) o el Habitacle Badajoz. Algunos de ellos quedándose a las puertas del ascenso a la Liga ACB como en el caso del Círculo, que participó en la Liga LEB quedando 5.º clasificado en la temporada 1998/1999, cayendo en la última eliminatoria del Play-off de ascenso a Liga ACB y contando con jugadores del nivel de los internacionales españoles Jaume Comas o Carlos Cabezas, entre otros.

### Creación
La Asociación de Baloncesto Pacense nace en el año 2005 como resultado de las inquietudes de un grupo de jóvenes de la ciudad de Badajoz. Estos tienen que desplazarse de ella para disputar encuentros de nivel en categoría sénior, lo que provoca en ellos la necesidad de solucionar dicha situación y la futura constitución de la asociación.
El club cuenta con equipos en Liga EBA, 1.ª Nacional y Diputación, además de un gran número de jugadores en categorías inferiores que serán el futuro del club. En todas las categorías citadas se han obtenido desde su creación grandes resultados. Lo que les convierte en este corto período en un club de enorme proyección.
La gestión la conforman jóvenes directivos sin ánimo de lucro con ganas de cambiar el panorama. Son gente que tuvo en su infancia una formación como jugador de baloncesto y que desean que las futuras generaciones disfruten de esa experiencia; pero con las mejoras que se pueden lograr desde una mejor estructuración de áreas y aprovechamiento de recursos humanos a su alcance.
ABP es ilusión, trabajo, honradez y un regalo de los jóvenes de hoy a los jóvenes del mañana. Está dirigido por Martín Ávalos, quien fuera jugador en categoría EBA. Actualmente, uno de los jugadores con mayor proyección, llegando incluso a la selección extremeña es Javier Moreno.

## Trayectoria
| Temporada | Categoría | Puesto | Balance | Eliminatorias                             | Resultado                               |
| 2007/2008 | EBA       | -      | -       | No participa                              | Sigue en EBA                            |
| 2008/2009 | EBA       | -      | -       | No participa                              | Sigue en EBA                            |
| 2009/2010 | EBA       | -      | -       | No participa                              | Sigue en EBA                            |
| 2010/2011 | EBA       | 1.º    | 19-3    | Real Madrid - ABP / ABP - CB Santfeliuenc | Cae en cuartos (5.º puesto en Playoff). |

Fuente: Web de la Federación Española de Baloncesto.

### Temporada 2010/11
Tras una gran temporada quedando campeón del Grupo D de Liga EBA, participa en los Play-off de ascenso a LEB Plata. En octavos le toca medirse con el filial del Real Madrid que entrena el mítico Alberto Angulo, con pasado en el Caja Badajoz. En el primer partido, disputado el 14 de mayo de 2011, ABP derrota a los jóvenes merengues por 70-79 y en la vuelta en "La Granadilla" gana 65 a 55, clasificándose para la eliminatoria definitiva de cuartos de final.
En cuartos le espera CB Santfeliuenc, equipo que le toca en suerte a los pacenses. Pese a vencer en el partido de ida en suelo extremeño por cuatro puntos, el marcador de 93-78 en contra obtenido en el "Pabellón Juan Carlos Navarro" de Sant Feliú del Llobregat le deja sin el ansiado ascenso deportivo.
Sin embargo, y a pesar de todo la temporada realizada por la escuadra pacense fue magnífica, con unos jugadores que demostraron su calidad y lucharon hasta el final a pesar de las dificultades económicas y sabiendo que no podrían cobrar sus gratificaciones en la liguilla. Decidiendo, sin embargo, jugar los playoffs. No obstante, el club espera poder hacer un proyecto viable para participar en la Adecco LEB, ante la masiva presencia de aficionados en los últimos y decisivos partidos y la aparente sensibilización de algunas instituciones ante la pérdida en Badajoz del nivel de baloncesto del que acostumbraba a disfrutar.

### Temporada 2011/12
El club se encuentra actualmente a la espera de ver las ayudas con las que cuenta a nivel institucional y de patrocinio para decidir en que categoría sale a competir. El 30 de julio de 2011 la Federación Española de Baloncesto FEB amplía por segunda vez el plazo para presentar los avales y la documentación de inscripción en la LEB Plata ya que no cuenta con los equipos suficientes. De este modo, Badajoz tendrá hasta el 10 de agosto de 2011 para saber si vuelve a competir en LEB.

## Plantilla 2010/11[8]
- Entrenador:

```
 
Fernando Méndez Román
```

- Entrenador Asistente:

```
 
Emilio Cartolano González
```

Foto de la plantilla
| ABP Badajoz - Plantilla 2010-2011 |                       |          |            |              |                                         |                                    |
| # Núm.                            | Jugador               | Posición | Altura (m) | Nacionalidad | Nacimiento                              | Procedencia                        |
| 5                                 | Chus Poves            | E        | 1,96       | España       | 09/11/75 (49 años) Badajoz              | Palencia Baloncesto                |
| 6                                 | Iñaki Úriz            | B        | 1,85       | España       | 20/11/84 (40 años) Pamplona (Navarra)   | Almendralejo Ciudad del Cava (EBA) |
| 7                                 | Dani Callejo          | E        | 1,95       | España       | 18/04/83 (41 años) Badajoz              | ABP (EBA)                          |
| 9                                 | Luisma Lorido         | P        | 2,04       | España       | 11/01/85 (40 años) Badajoz              | ABP (EBA)                          |
| 10                                | Jorge Colorado        | P        | -          | España       | 21/05/92 (32 años) Badajoz              | ABP Jr.                            |
| 11                                | Daniel Martin         | B        | 1,81       | España       | 01/01/92 (33 años) España               | Cáceres 2016 Jr.                   |
| 12                                | Santi Castaño         | A        | 1,93       | España       | 16/12/91 (33 años) Don Benito (Badajoz) | ABP (EBA)                          |
| 13                                | Ricardo Gaocho        | A        | 1,90       | Portugal     | 06/09/87 (37 años) Portugal             | ABP (EBA)                          |
| 14                                | Lorenzo Díaz "Chipi"  | A        | 1,95       | España       | 04/01/86 (39 años) Cáceres              | Plasencia Extremadura              |
| 15                                | Teo Hernández         | P        | 1,96       | España       | 31/03/1988 (36 años) España             | ABP (EBA)                          |
| 17                                | Ángel García          | E        | 1,83       | España       | 09/10/92 (32 años) España               | ABP Jr.                            |
| 19                                | Miguel Ángel Conejero | P        | 2,05       | España       | 12/10/82 (42 años) Cáceres              | Plasencia Extremadura              |

- Leyenda:

```
 = 
Capitán

 = 
Lesionado

(PE)
   = 
Pasaporte europeo

(ca)
  = 
Procede de la cantera
```

## Cantera
El Guadalupe Baloncesto Pacense nace de la incorporación del Guadalupe Club de Baloncesto como club de cantera de la Asociación de Baloncesto Pacense.
Cantera ABP

## Entrenadores
- 2010-2011:  Fernando Méndez
- 2011-2012:  Emilio Cartolano
- 2012-2013:  Nando Bermejo

## Pabellón
La Granadilla es un recinto que forma el auténtico núcleo deportivo de la ciudad de Badajoz. En este gran complejo, de carácter municipal, se realizan diversas actividades deportivas tanto a nivel profesional como amateur, ya que la gran parte de sus instalaciones están destinadas al disfrute de los pacenses. El funcional polideportivo cuenta además del pabellón de baloncesto y usos múltiples con aforo para más de 6.000 espectadores con piscinas, gimnasios, pistas de tenis, campos de fútbol, salas de gimnasia, squash, oficinas. Se encuentra en el suroeste de la ciudad, en la recientemente renombrada avenida del Club Deportivo Badajoz, a escasos metros del Estadio Nuevo Vivero, formando un extenso complejo de instalaciones deportivas. El pabellón, que ha sido la casa de diversos equipos de baloncesto (femenino, masculino y en silla de ruedas) de la ciudad desde su construcción, así como de equipos de fútbol sala, balonmano o voleibol fue inaugurado en un partido que enfrentó [...] y cuenta con una capacidad para 6.006 espectadores, todos sentados.
Ha acogido infinidad de espectáculos y acontecimientos deportivos de primer nivel, ya sean relacionados con el baloncesto: finales de ascenso a la ACB, liga LEB o Superliga Femenina de Baloncesto; partidos internacionales, como el que enfrentó a la Selección de Baloncesto de Portugal con la ÑBA el 18 de julio de 2008, o con otros deportes, ya que también la Selección de fútbol sala de España, entre otras, ha sido anfitriona en el Pabellón de La Granadilla. En 1992 el Pabellón de La Granadilla fue sede del preolímpico de baloncesto, siendo Badajoz escenario de partidos de baloncesto con selecciones como Lituania o la Comunidad de Estados Independientes, el precedente de la actual Rusia.

## Palmarés
- Liga EBA: (1) 2010/2011